# Лонгин (центуріон)
Центуріон Ло́нгин, сотник Лонгин — згідно з християнськими переказами, римський воїн, сотник (центуріон), який пронизав списом бік розіп'ятого Ісуса Христа. Ім'я сотника невідоме, прізвисько «Лонгин» імовірно походить від лат. longus («довгий», «високий») чи від латинізованого грецького слова λόγχη («спис»). Також до прізвиська Лонгин додають преномен та номен, відомі за легендою — Гай Кассій.
Православна церква вшановує Лонгина як мученика 16 жовтня за юліанським календарем (29 жовтня за новим стилем). Католицька церква вшановує його пам'ять 15 березня.
Один з бокових вівтарів Храму Гробу Господнього в Єрусалимі присвячений святому Лонгину.

## Новий Заповіт
У Новому Завіті епізод пронизання тіла Христа списом міститься тільки у Євангелії від Івана:
|                | Був же день Приготовлення, тож юдеї, щоб тіла́ на хресті не зосталися в суботу, — був бо Великдень тієї суботи — просили Пилата зламати голі́нки розп'я́тим, і зняти. Тож прийшли вояки́ й поламали голі́нки першому й другому, що розп'я́тий з Ним був. Коли ж підійшли до Ісуса й побачили, що Він уже вмер, то голі́нок Йому не зламали, та один з воякі́в списом бо́ка Йому проколов, — і зараз витекла звідти кров та вода. І самовидець засвідчив, і правдиве свідо́цтво його; і він знає, що правду говорить, щоб повірили й ви. Бо це сталось тому́, щоб збулося Писа́ння: „Йому кості ламати не бу́дуть!“ І знов друге Писа́ння говорить: „Дивитися будуть на Того, Кого́ проколо́ли“. |
| — Ів. 19:31-37 | |

## Переказ

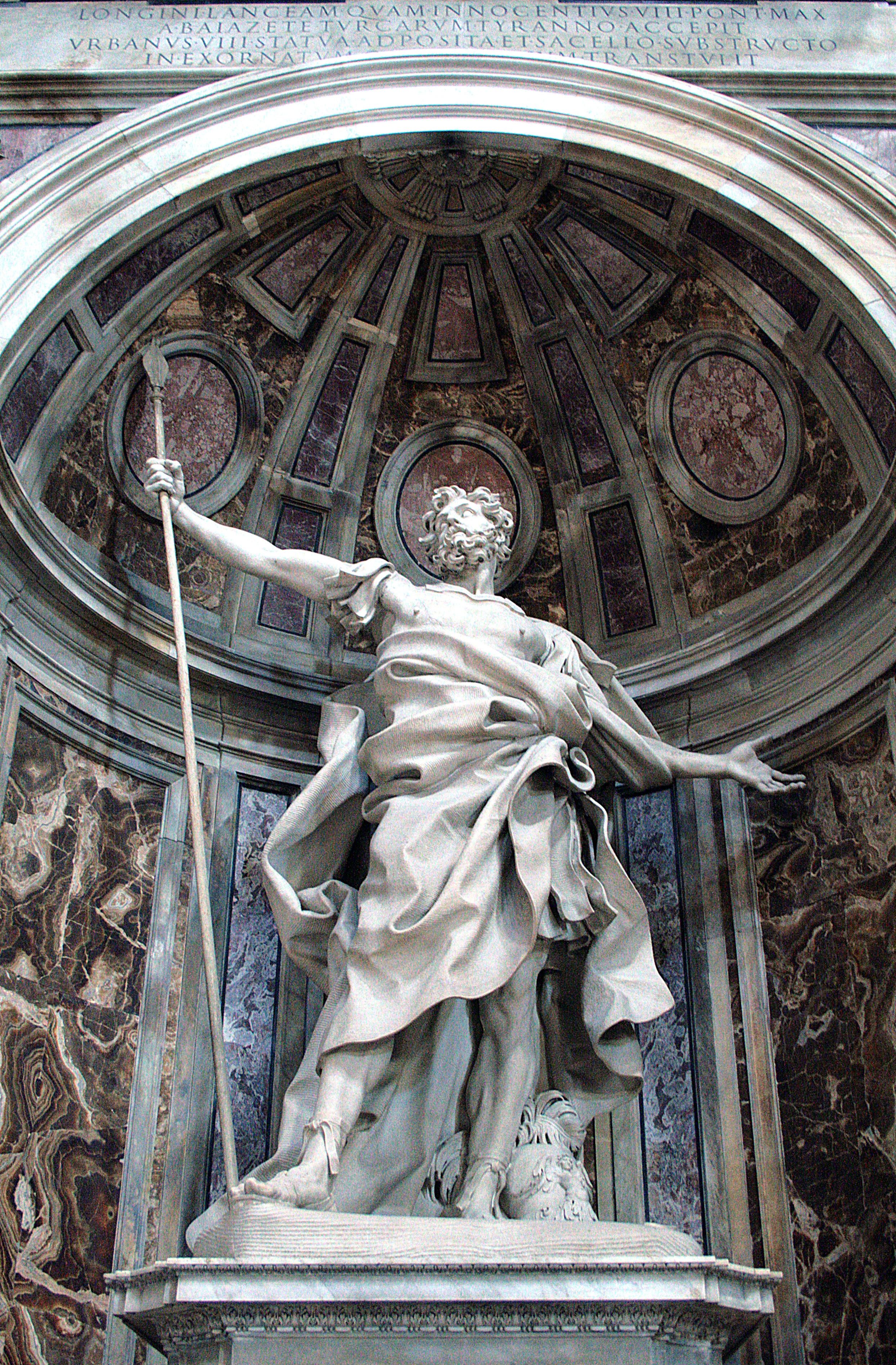
Л. Берніні — статуя святого Лонгина у Базиліці святого Петра у Римі

Церковний переказ повідомляє, що Лонгин, крім того, що був у складі сторожі при Хресті, охороняв і Гріб Господній і був свідком Воскресіння Ісуса Христа. Після цього він і інші воїни ввірували в Христа й відмовилися лжесвідчити про те, що тіло Христа викрали його учні.
За переказом, римський сотник Гай Касій Лонгин страждав катарактою. Під час страти Христа кров бризнула йому в очі, і Касій зцілився. Із цього моменту він сам став християнським подвижником. Як християнський великомученик він захищає всіх, хто страждає очними хворобами.
Лонгин вирушив із проповіддю на свою батьківщину, у Каппадокію (разом із ним пішли й два інших воїни). Переказ повідомляє, що Пілат, за переконанням юдейських старійшин, направив у Каппадокію воїнів із метою вбити Лонгина і його сподвижників. Посланий загін прибув у рідне селище Лонгина; колишній сотник сам вийшов назустріч воїнам і привів їх у свій будинок. За трапезою воїни розказали про ціль свого прибуття, не знаючи, що хазяїн будинку — та людина, яку вони шукають. Тоді Лонгин і його сподвижники назвали себе й просили здивованих воїнів, не бентежачись, виконати свій борг військової покори. Воїни хотіли відпустити святих і навіть радили їм утікати, але сподвижники відмовилися це зробити, виявивши тверду волю прийняти страждання за Христа. Вони були обезголовлені, тіла похоронили в рідному селищі Лонгина, а голови надіслали Пілатові, що розпорядився кинути їх на смітник. Голови мучеників набула сліпа жінка (що зцілилася від дотику до них), що погребла їх у Каппадокії.